# 今泉 (富士市)
今泉（いまいずみ）は、静岡県富士市の大字。丁番を持たない地域と、今泉一丁目から今泉九丁目により成る。住居表示実施済み区域。郵便番号は417-0001。
中部ブロック・今泉地区に属する。

## 地理
市の南部に位置する。北部は富士裾野のなだらかな傾斜で、平地となっている南部の二、三丁目には製紙工場が立ち並ぶ。住宅密集地も多い。北部に東名高速道路、南部に岳南電車岳南線が東西に通っており、本吉原駅がある。

### 湧水地帯
今泉はその名が示す通り、富士山や愛鷹山から浸み込んだ水が諸所で湧き出す湧水地帯となっている。湧水群から流れる田宿川は高い透明度を持つ清流で、バイカモも植生しており、毎年7月下旬には「たらい流し川祭り」が催される。
1887年（明治20年）には芦川万次郎がこの湧水地帯（ガマ）に手漉き和紙工場を設立し、これを皮切りに明治20、30年代にかけて、今泉を中心に多くの手すき和紙工場が設立された。これが現在にまで至る、富士市の製紙産業の基盤となっている。

## 歴史
古くは富士郡今泉村であった。今泉村は現在の今泉全域、新橋町、依田橋町、広見東本町に当る。
古くは「瀬古」の名で、のちに「善徳寺村」を経て寛文2年（1662年）に「今泉村」と改称された。中世には須津庄の内の今泉郷と称し、貞治5年（1366年）3月9日付の「駿河守護今川氏家書下（駿河伊達文書）」に「須津庄内今泉郷」とある。
- 1889年（明治22年）3月1日 - 今泉村、石坂村、一色村、依田橋村、今宮村、神戸村が合併し、今泉村が発足。
- 1942年（昭和17年）6月14日 - 新設合併により生れた新・吉原町の一部となる。
- 1948年（昭和23年）4月1日 - 市制施行に伴い、吉原市の一部となる。
- 1966年（昭和41年）11月1日 - 新設合併により生れた富士市の一部となる[11]。
- 1990年（平成2年）「今泉八丁目」で、平成2年度手づくり郷土賞（ふるさとの坂道）受賞。

## 世帯数と人口
2021年（令和3年）1月1日現在の、世帯数と人口は以下の通りである。
| 町丁       | 世帯数    | 人口     |
| ---------- | --------- | -------- |
| 今泉       | 5,610世帯 | 12,715人 |
| 今泉一丁目 | 227世帯   | 494人    |
| 今泉二丁目 | 319世帯   | 721人    |
| 今泉三丁目 | 160世帯   | 413人    |
| 今泉四丁目 | 234世帯   | 550人    |
| 今泉五丁目 | 223世帯   | 564人    |
| 今泉六丁目 | 308世帯   | 747人    |
| 今泉七丁目 | 208世帯   | 469人    |
| 今泉八丁目 | 265世帯   | 606人    |
| 今泉九丁目 | 186世帯   | 421人    |

## 小・中学校の学区
市立小・中学校に通う場合、学区は以下の通りとなる。
| 町丁 | 町内会 | 小学校               | 中学校                 |
| ---- | --- | -------------------- | ---------------------- |
| 今泉 | 田宿、御殿、吹上、寺市場、市場、一の宮町1・2・3、立小路、栄町、富士見町、 水の上、仲町、泉町、鍛治町1・2・3、上和田町、吉原緑ヶ丘（芙蓉会を除く）、和田町1・2、 新橋、依田橋、駿河台1・2・3・4、南仲町、北仲町、新富士見町 | 富士市立今泉小学校   | 富士市立吉原第二中学校 |
| 今泉 | 木の宮町、西木の宮町、東木の宮、一色、荻の原、茶の木平、青葉台南 | 富士市立青葉台小学校 | 富士市立吉原第二中学校 |

## 名所・旧跡

### 源太坂
吉原高等学校の西方に「源太坂」という坂があり、梶原源太景季と佐々木四郎高綱が馬比べをした話が伝わっている。
寿永3年（1184年）、宇治川の戦いのために源義経、源範頼が京都へ向う途中、今泉の高台に野営した。景季は出発前、源頼朝に名馬の生食（いけづき）の拝領を願い出たが認められず、代りに磨墨（するすみ）を与えられた。この磨墨も生食に負けず劣らずの名馬であったが、その後に頼朝へ生食の拝領を願い出た高綱は、意外にも生食を譲り受けることができた。ここで野営した際、景季は高綱が生食を持っているのを見て顔色を変え、刺し違えて死のうとまで考えたが、相手の様子がおかしいことに気付いた高綱は景季の質問に、「ご貴殿がお願いしても駄目であったのだからそれがしも生食を頂く望みはないと思い、そっと盗んできた」と答えた。景季は表情をやわらげて大声で笑い、大事には至らなかったという。

### 善得寺跡
善得寺（善徳寺とも書かれる）は貞治2年（1363年）に大勲策禅師が建立した天寧庵を始まりとする寺院で、今川氏・武田氏・北条氏が甲相駿三国同盟を結んだ場所と伝えられている。明治4年（1871年）に廃仏毀釈運動の影響を受けて廃寺となり、現在の跡地には往時を偲ばせるものは殆どないが、代々の禅師の墓が僅かに現存する。
1990年（平成2年）には、市内初の史跡公園「善得寺公園」として整備された。

## 交通

### 道路
- 東名高速道路
- 静岡県道22号三島富士線（根方街道）
- 静岡県道24号富士裾野線

### 路線バス
- 富士急静岡バス

### 鉄道
- 岳南電車岳南線本吉原駅

## 施設
- 今泉郵便局
- 富士市立第二保育園
- 富士市立今泉小学校
- 富士市立吉原第二中学校
- 静岡県立吉原高等学校
- 静岡県立富士東高等学校
- 西友富士今泉店
- 富士信用金庫今泉北支店
- JA富士市今泉支店
- ジヤトコ株式会社
- 大昭和加工紙業今泉工場
- 丸富製紙今泉工場
- 志田製紙今泉工場
- 大二製紙
- 美藤製紙
- 上和田子安地蔵尊
- 桜地蔵尊
- 愛鷹神社
- 日吉浅間神社
- 木ノ宮神社
- 和田義盛神社
- 十王子神社
- 立小路神明宮
- 吹上天満宮
- 御守殿稲荷神社
- 山神社
- 本照寺
- 本國寺
- 福應寺
- 法雲寺
- 妙延寺
- 今泉キリスト福音協会
- 吉原公園
- 善得寺公園
- 一の宮3公園
- 汁谷公園
- 今泉野読第二広場
- 今泉荻の原広場
- 今泉赤飯平広場
- 今泉中芝原広場
- 今泉高山広場
- 神畑広場
- 広見東公園
- 吹上町児童遊び場
- 吹上町第2児童あそび場
- 鍛冶町二丁目第一児童遊び場
- 鍛冶町二丁目第二児童遊び場
- 吉原緑ヶ丘児童遊び場